# MSC Magnifica
MSC Magnifica — круїзний корабель класу Musica, що управляється компанією MSC Cruises. Побудований на STX Europe в Сен-Назер, корабель був запущений в січні 2009 року та завершений в січні 2010 року, і вийшов в перший рейс в березні 2010 року. Круїзний корабель спочатку працював в західній частині Середземного моря.

## Історія корабля
З 20 березня 2010 року, Magnifica працює на семиденних круїзах в східній частині Середземного моря, відвідування портів в Італії, Греції, Туреччини та Хорватії. Magnifica також ходила в східній і західній частині Середземного моря протягом осені 2013 року.
Регулярні маршрути Magnifica відбуваються в Південній Америці протягом зимового сезону і Північної Європи в літні місяці. 20 листопада 2013, корабель ударив мол на вході в порт Піреї, Греція. Тим не менше, отримав тільки незначні пошкодження та був відремонтований.

## Технічні характеристики

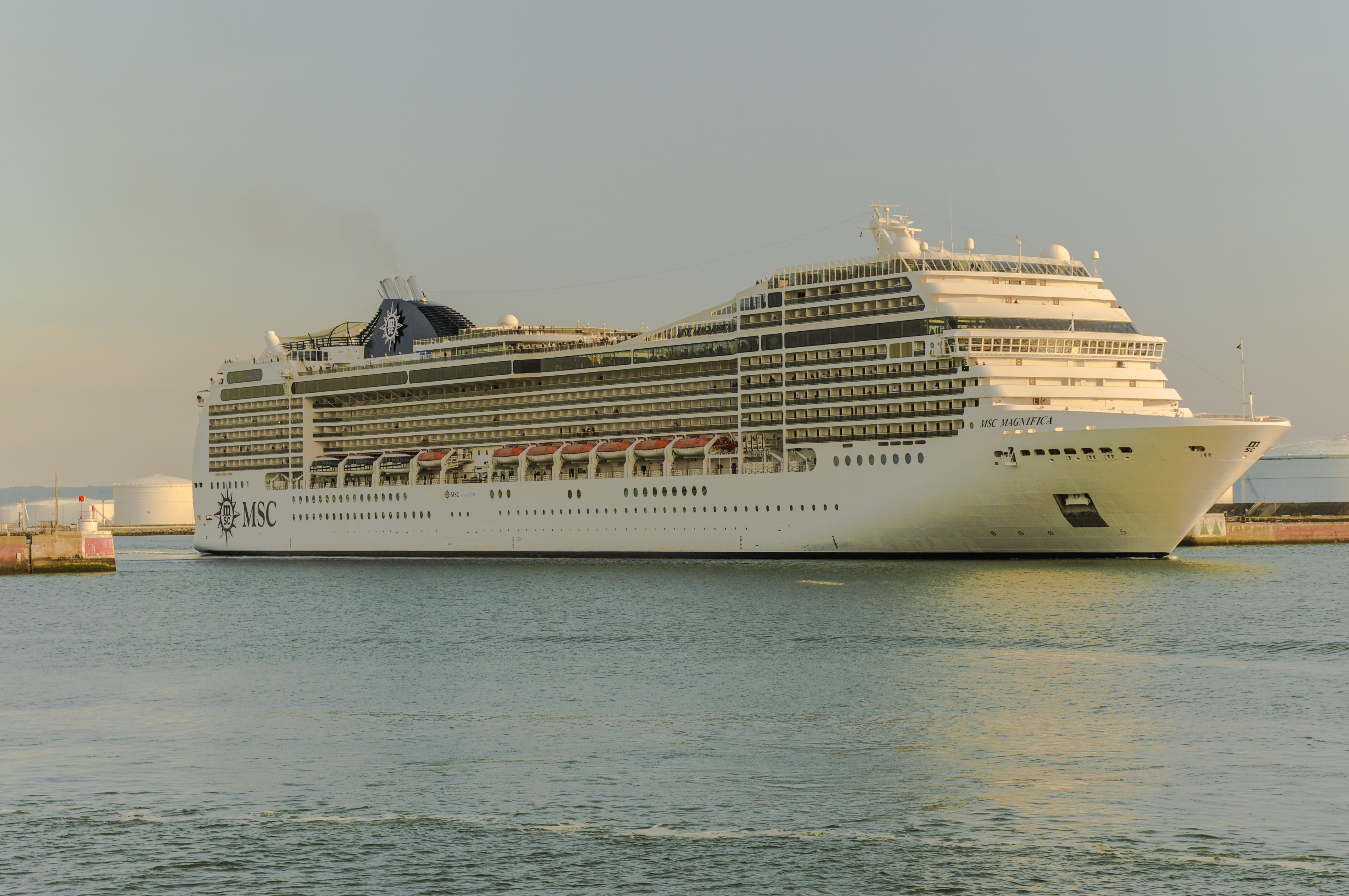
MSC Magnifica в порту Гавра, Франція, 29 серпня 2013.

Четвертий корабель, створений за проектом класу Musica, Magnifica був побудований STX Europe в їхній верфі в Сен-Назер, Франція Вартість — 547 мільйонів доларів США.
Судно 293,8 метрів (964 футів) у довжину, з пучком 32,2 метрів (106 футів). 93 330-тонний корабель може досягати максимальної швидкості 23 вузли. (43 км/год або 26 миль на годину). Magnifica має 1259 кают в яких можуть розміститися 2550 пасажирів. Максимальна кількість пасажирів — 3605. Корабель налічує 1027 членів екіпажу і робочого персоналу.